# Championnat d'Irlande de football 1977-1978
Navigation
Édition précédente Édition suivante
Le Championnat d'Irlande de football en 1977-1978. Nouveau titre de champion pour Bohemians FC.
Le club d’Albert Rovers change de nom et devient Cork Alberts
Le championnat atteint pour la première fois 16 clubs participants. Se joignent à la compétition Galway Rovers et Thurles Town. C’est la taille maximum qu’atteindra le championnat dans une structure à un seul niveau.

## Les 16 clubs participants
- Cork Albert Football Club
- Athlone Town Football Club
- Bohemian Football Club
- Cork Celtic Football Club
- Drogheda United Football Club
- Dundalk Football Club
- Finn Harps Football Club
- Galway Rovers Football Club
- Home Farm Football Club
- Limerick Football Club
- St. Patrick's Athletic Football Club
- Shamrock Rovers Football Club
- Shelbourne Football Club
- Sligo Rovers Football Club
- Thurles Town Football Club
- Waterford United Football Club

## Classement
| Place | Club                      | Points | Victoires | Nuls | Défaites | Buts pour | Buts contre | Différence |
| ----- | ------------------------- | ------ | --------- | ---- | -------- | --------- | ----------- | ---------- |
| 1er   | Bohemians FC              | 44     | 17        | 10   | 3        | 74        | 25          | +49        |
| 2e    | Finn Harps                | 42     | 19        | 4    | 7        | 60        | 38          | +22        |
| 3e    | Drogheda United           | 40     | 15        | 10   | 5        | 53        | 27          | +26        |
| 4e    | Shamrock Rovers           | 40     | 14        | 12   | 4        | 45        | 22          | +23        |
| 5e    | Waterford United          | 39     | 16        | 7    | 7        | 46        | 37          | +9         |
| 6e    | Sligo Rovers              | 34     | 13        | 8    | 9        | 47        | 31          | +16        |
| 7e    | Limerick FC               | 32     | 10        | 12   | 8        | 36        | 29          | +7         |
| 8e    | Athlone Town              | 31     | 10        | 11   | 9        | 43        | 40          | +3         |
| 9e    | Cork Albert               | 30     | 11        | 8    | 11       | 36        | 35          | +1         |
| 10e   | St. Patrick's Athletic FC | 27     | 10        | 7    | 13       | 34        | 35          | -1         |
| 11e   | Dundalk FC                | 27     | 9         | 9    | 12       | 43        | 46          | -3         |
| 12e   | Shelbourne FC             | 23     | 6         | 11   | 13       | 32        | 50          | -18        |
| 13e   | Home Farm FC              | 23     | 8         | 7    | 15       | 30        | 56          | -26        |
| 14e   | Cork Celtic FC            | 22     | 6         | 10   | 14       | 34        | 58          | -24        |
| 15e   | Galway Rovers             | 16     | 3         | 10   | 17       | 16        | 53          | -37        |
| 16e   | Thurles Town              | 10     | 1         | 8    | 21       | 22        | 69          | -47        |

## Source
- (en) Alex Graham, Football in the Republic of Ireland : a Statistical Record 1921–2005, Soccer Books Ltd, novembre 2005, 142 p. (ISBN 978-1862231351).